# 絶滅した植物一覧
絶滅した植物一覧（ぜつめつしたしょくぶついちらん、List of extinct plants）は、地球上から絶滅した植物のリストである。野生個体の絶滅である「野生絶滅」も扱う。ある特定の国での絶滅は#特定の国での絶滅に記載する。

## 先カンブリア時代
・ディッキンソニア

## 古生代

### シルル紀
- クックソニア（シダ植物）
- リニア（シダ植物）

### デボン紀
- プシロフィトン（Psilophyton シダ植物、サイロフィトンともいう）
- アーケオプテリス（シダ植物、前裸子植物類）
- ゾステロフィルム（Zosterophyllum シダ植物）
- カラモフィトン（シダ植物）
- プロトレピドデンドロン（シダ植物）

### 石炭紀
- フウインボク（封印木、Sigillaria, Siegelbaum, ヒカゲノカズラ類、シギラリアともいう）
- リンボク（鱗木、ヒカゲノカズラ類、レピドデンドロンともいう）
- ロボク（蘆木、トクサ類、カラミテスともいう）
- エキセティテス（シダ植物）
- プサロニウス（Psaronius シダ植物）
- コルダイテス（裸子植物）

### ペルム紀
- コルダイテス（裸子植物）
- グロッソプテリス（裸子植物）

## 中生代

### 三畳紀
- アラウカリオキシロン（Araucarioxylon arizonicum）
- クラドフレビス（Cladophlebis シダ植物）
- ザミテス（Zamites）
- サンミグリア
- ブラキフィルム（Brachyphyllum）
- プレウロメイア（Pleuromeia シダ植物）

### ジュラ紀
- エボラキア（シダ植物）
- オスムンダカウリス（シダ植物）
- キカデオイデア
- カセキイチョウ（裸子植物、イチョウの仲間）
- クプレッシノクラドゥス
- クラドフレビス（Cladophlebis シダ植物）
- グレイケニテス（シダ植物）
- コニオプテリス（Coniopteris シダ植物）
- ザミテス（Zamites 裸子植物）
- チェカノウスキア
- ニルソニア（Nilssonia）
- ネオカラミテス（Neocalamites シダ植物）
- バイエラ（裸子植物、イチョウの仲間）
- プティロフィルム
- ベフニニア
- ヘルマノフィトン

### 白亜紀
- アルカエフルクトゥス（被子植物）
- アルカエアントゥス（被子植物）
- ウィリアムソニエラ（裸子植物）
- エフェドリテス（裸子植物）
- エラトクラドゥス（Elatocladus）
- イチョウモドキ（裸子植物）
- クラドフレビス（Cladophlebis シダ植物）
- ザビニテス
- スチゾレピス（裸子植物）
- ステノラチス（裸子植物）
- スフェノバイエラ（Sphenobaiera 裸子植物）
- セラジネリテス（シダ植物）
- チェカノウスキア（裸子植物）
- ネオカラミテス（Neocalamites）
- パジオフィルム（裸子植物）
- ピティオクラドゥス（裸子植物）
- プテロフィルム（裸子植物）
- ポドザミテス（Podozamites）
- ボトリチテス（シダ植物）
- リャオニンゴクラドゥス（裸子植物）
- レプトストリブス（裸子植物）

## 紀元前（BCE）
- シルフィウム - キレナイカ（現在のリビア当たり）の沿岸に自生していたセリ科の植物。樹液が薬・調味料として古代ローマで珍重された。紀元前3〜2世紀ごろに絶滅。原因は不明だが、乱獲、砂漠化と放牧などが挙げられている。複数の種が候補として挙げられているが、トルコに自生するFerula drudeanaが有力視されている。

## 共通紀元（CE、もしくは西暦 AD）

### 17世紀以降
- タカノホシクサ
- オリヅルスミレ - 野生絶滅（ダム建設による）
- コブシモドキ - 野生絶滅
- ニチゲツタンヨウジサン
- Woolly-stalked Begonia Begonia eiromischa - ベゴニアの1種

## 再発見されたもの
一旦は何かしらの形で絶滅が確定したと思われていたものの、近年になり生存が確認されたものを列挙。
- ファフィドスポラ・カバーナルム（Rhaphidospora cavernarum）
- テウクリウム・アジュガセウム（Teucrium ajugaceum）
- ハツシマラン
- ヒュウガホシクサ[1]
- ホソスゲ[2]
- デリセア・アルグティデンタタ（Delissea argutidentata）
- コウベタヌキノショクダイ
- Hibiscadelphus woodii
- ペルナンブコホーリー（Ilex sapiiformis）[3]

## 特定の国での絶滅

### 日本
- イオウジマハナヤスリ - 絶滅（環境省レッドリスト）
- イシガキイトテンツキ - 絶滅（環境省レッドリスト）
- ウスバシダモドキ - 絶滅（環境省レッドリスト）
- オオアオガネシダ - 絶滅（環境省レッドリスト）
- オオイワヒメワラビ - 絶滅（環境省レッドリスト）
- オオミコゴメグサ - 絶滅（環境省レッドリスト）
- オリヅルスミレ - 野生絶滅（環境省レッドリスト）
- カラクサキンポウゲ - 絶滅（環境省レッドリスト）
- キノエササラン - 野生絶滅（環境省レッドリスト）
- キリシマタヌキノショクダイ - 絶滅（環境省レッドリスト）
- クモイコゴメグサ - 絶滅（環境省レッドリスト）
- コウヨウザンカズラ - 絶滅（環境省レッドリスト）
- コシガヤホシクサ - 野生絶滅（環境省レッドリスト）
- コバヤシカナワラビ - 野生絶滅（環境省レッドリスト）[2][4]
- コブシモドキ - 野生絶滅（環境省レッドリスト）
- サガミメドハギ - 絶滅（環境省レッドリスト）
- シビイタチシダ - 野生絶滅（環境省レッドリスト）
- ジンヤクラン - 絶滅（環境省レッドリスト）
- ソロハギ - 絶滅（環境省レッドリスト）
- タイワンアオイラン - 絶滅（環境省レッドリスト）
- タカネハナワラビ - 絶滅（環境省レッドリスト）
- タカノホシクサ - 絶滅（環境省レッドリスト）
- タチガヤツリ - 絶滅（環境省レッドリスト）
- チャイロテンツキ - 絶滅（環境省レッドリスト）
- ツクシアキツルイチゴ - 絶滅（環境省レッドリスト）
- ツクシカイドウ - 野生絶滅（環境省レッドリスト）
- ツシマラン - 絶滅（環境省レッドリスト）
- トヨシマアザミ - 絶滅（環境省レッドリスト）
- ナルトオウギ - 野生絶滅（環境省レッドリスト）
- ハイミミガタシダ - 野生絶滅（環境省レッドリスト）
- ヒトツバノキシノブ - 絶滅（環境省レッドリスト）
- ヒメソクシンラン - 絶滅（環境省レッドリスト）
- ホクトガヤツリ - 絶滅（環境省レッドリスト）
- ホソバノキミズ - 絶滅（環境省レッドリスト）（中国や台湾、ネパールに分布）
  - 但し2020年に奄美大島で再発見[5]
- マツラコゴメグサ - 絶滅（環境省レッドリスト）
- ミドリシャクジョウ - 絶滅（環境省レッドリスト）
- ムジナノカミソリ - 野生絶滅（環境省レッドリスト）
  - 但し2017年に長崎県対馬で再発見
- ムニンキヌラン - 絶滅（環境省レッドリスト）
- リュウキュウベンケイ - 野生絶滅（環境省レッドリスト）